# Insurrection djihadiste en Tunisie
Insurrection djihadiste en Tunisie
Batailles
- Rouhia
- Chaambi
- Touayel
- Sidi Ali Ben Aoun
- Raoued
- Bardo
- Sidi Aïch
- Sousse
- Tunis
- Ben Gardane

L'insurrection djihadiste en Tunisie est un conflit armé opposant entre 2012 et 2019 le gouvernement tunisien à des groupes salafistes djihadistes.

## Déroulement

### Formation des groupes djihadistes en Tunisie
En février 2011, la révolution tunisienne renverse le président Zine el-Abidine Ben Ali. Parmi les nombreux opposants politiques sortis des prisons du régime, les salafistes djihadistes s'organisent très rapidement,. En avril 2011, l'association Ansar al-Charia, dirigée par Abou Iyadh, est fondée,. Proche d'al-Qaïda, cette dernière revendique cependant l'action non-violente et la prédication en affirmant que « la Tunisie n'est pas une terre de djihad ». Elle profite alors de la faiblesse de l'État pour mettre en place des actions économiques et sociales et des opérations de charité en faveur des populations les plus démunies,.
Après 2011, des milliers de djihadistes tunisiens partent également combattre en Syrie ou en Libye. Ainsi, lors de la deuxième guerre civile libyenne, selon un rapport de l'Institut de Washington pour la politique au Proche-Orient publié en janvier 2018, les Tunisiens forment la très grande majorité des combattants étrangers de l'État islamique en Libye avec 1 500 individus. Selon différentes estimations, environ 3 000 à 6 000 Tunisiens rejoignent aussi des groupes djihadistes en Syrie,,,. En Libye comme en Syrie, la Tunisie forme le premier contingent de volontaires étrangers au sein de l'État islamique.
En 2012, basé en Algérie, Al-Qaïda au Maghreb islamique (AQMI) profite du flottement post-révolutionnaire pour s'implanter en Tunisie. La katiba Okba Ibn Nafaa est fondée et devient la branche tunisienne d'AQMI, dont Lokman Abou Sakhr prend le commandement. Les djihadistes s'implantent principalement près de la frontière avec l'Algérie, et notamment dans le djebel Chambi.
Selon Matt Herbert, chercheur à la Fondation Carnegie pour la paix internationale : « Le fait qu'il s'agisse d'une frontière est également un aspect très important. Les djihadistes s'en servent pour échapper aux patrouilles et recevoir un soutien logistique, notamment en armes. Selon un rapport d'International Crisis Group, les taxes sur les trafiquants locaux sont pour eux une source de financement. Enfin, la zone connaît, comme toutes celles de l'intérieur de la Tunisie, de grandes difficultés économiques. AQMI a gagné une partie de ses soutiens grâce à l'argent. Dans une région où le chômage est massif, certains ont pu prendre le risque de vendre des biens et des services à ces groupes ».
En 2014, certains combattants de la katiba Okba Ibn Nafaa font scission et fondent le groupe Djound al-Khilafa, qui prête allégeance à l'État islamique. AQMI est alors surtout actif dans le gouvernorat de Jendouba, tandis que l'État islamique est présent dans le gouvernorat de Sidi Bouzid et le gouvernorat de Kasserine. Les deux groupes sont constitués principalement de Tunisiens. Leurs stratégies diffèrent cependant selon Matt Herbert : « Okba Ibn Nafaa évite les attaques contre les civils afin de ne pas se mettre la population à dos, tandis que Jund Al-Khilafa en a fait une cible pour l'intimider et l'empêcher de coopérer avec les forces de sécurité ».

### Attaques djihadistes de 2012 à 2016
Le 14 septembre 2012, en réaction au film L'Innocence des musulmans, un millier de manifestants prennent d'assaut l'ambassade américaine de Tunis, incendiant deux de ses bâtiments et hissant le drapeau noir des salafistes djihadistes,. Le rassemblement est finalement dispersé par l'armée, les violences faisant cinq morts et au moins 28 blessés,,. Suspecté d'être à l'origine de l'attaque, le chef d'Ansar al-Charia, Abou Iyadh, dément mais passe ensuite dans la clandestinité,,.
Fin 2012, les premiers affrontements entre les forces de sécurité tunisiennes et la katiba Okba Ibn Nafaa d'Al-Qaïda au Maghreb islamique éclatent dans le djebel Chambi.
Le 6 février 2013, Chokri Belaïd, le secrétaire général du Parti unifié des patriotes démocrates, une formation de la gauche tunisienne, est assassiné par balles devant son domicile. Sa mort provoque une grave crise politique en Tunisie : des dizaines de milliers de personnes sortent dans les rues et accusent Ennahdha, le parti islamiste alors au pouvoir, de porter une part de responsabilité dans la mort de l'un des principaux leaders de l'opposition. Le 25 juillet 2013, Mohamed Brahmi, un leader de la gauche nationaliste, est assassiné à son tour.
En avril 2013, l'armée tunisienne commence à mener des opérations militaires contre les djihadistes dans le djebel Chambi,. Seize soldats et gendarmes sont blessés dans la région fin avril et début mai. Le gouvernement commence alors à accuser Ansar al-Charia d'être lié avec les djihadistes du djebel Chambi, ce qu'Ansar al-Charia dément. Jusqu'alors accusé de laxisme, Ennahdha commence à durcir sa position contre les djihadistes,. Le 18 mai 2013, le chef du gouvernement tunisien, Ali Larayedh, accuse pour la première fois Ansar al-Charia d'être « lié au terrorisme ». Le lendemain, un rassemblement d'Ansar al-Charia a lieu à Kairouan malgré son interdiction par le gouvernement. La situation dégénère à Kairouan et Tunis et les affrontements avec les forces de l'ordre font un mort et plusieurs blessés, tandis que 300 salafistes sont arrêtés,.
Le 27 août 2013, Ansar al-Charia est officiellement classé par le gouvernement tunisien comme « organisation terroriste » ; Ali Larayedh accuse alors le groupe d'être lié à al-Qaïda et d'être responsable des assassinats de Chokri Belaïd et Mohamed Brahmi,. Cependant, l'assassinant des deux hommes politiques tunisiens est finalement revendiqué par Boubaker El Hakim, dit Abou Mouqatel, un djihadiste franco-tunisien de l'État islamique, dans une vidéo rendue publique le 18 décembre 2014,,.
Vers 2013 et 2014, le groupe Ansar al-Charia se dissout progressivement : bon nombre de ses membres partent en Syrie ou en Libye et rejoignent l'État islamique ou le groupe libyen Ansar al-Charia ; Abou Iyadh lui-même trouve refuge en Libye. Certains combattants restent cependant en Tunisie et rallient la katiba Okba Ibn Nafaa, la branche tunisienne d'Al-Qaïda au Maghreb islamique commandée par Lokman Abou Sakhr,.
Le 29 juillet 2013, un groupe de militaires tunisiens tombe dans une embuscade à Sabaa Diar, dans le djebel Chambi. Leur camion est mitraillé par une trentaine de djihadistes : huit soldats sont tués et plusieurs cadavres sont égorgés,. Le 1er août, l'armée lance une offensive sur le djebel Chambi. Des combats ponctuels se poursuivent pendant plusieurs années, faisant des dizaines de morts de chaque côté, mais l'armée ne parvient pas à éradiquer les djihadistes de la montagne.
En octobre 2013, l'armée attaque un groupe d'une vingtaine de djihadistes dans le djebel Touayel et en abat treize contre deux morts dans ses rangs,. Les 3 et 4 février 2014, un groupe de huit djihadistes est repéré à Raoued, puis neutralisé par la garde nationale : sept sont tués, dont leur chef, Kamel Gadhgadhi, et un autre fait prisonnier. Le 28 mars 2015, Lokman Abou Sakhr, le chef d'AQMI en Tunisie, est tué avec huit de ses hommes dans une embuscade tendue par la garde nationale près de Sidi Aïch,. Le 13 octobre 2015, un berger enlevé trois jours plus tôt est retrouvé mort près de Kasserine, tué d'une balle dans la tête. L'assassinat est revendiqué par la katiba Okba Ibn Nafaa qui accuse le berger d'être un informateur de l'armée. Il s'agit du premier enlèvement et de la première exécution en Tunisie d'un civil tunisien par AQMI.
En 2015, l'État islamique commet plusieurs attentats : l'attaque du musée du Bardo (18 mars 2015), qui fait 24 morts, dont 21 touristes, l'attentat de Sousse (26 juin 2015), qui fait 38 morts sur une plage touristique, et un attentat à Tunis (24 novembre 2015), qui tue douze soldats de la garde présidentielle. L'organisation vise principalement à déstabiliser l'équilibre démocratique et économique du pays en tentant d'anéantir le secteur du tourisme tunisien. Le 7 mars 2016, des dizaines de djihadistes entrent en Tunisie depuis la Libye et attaquent la ville de Ben Gardane. L'attaque est sans précédent en Tunisie, jamais les djihadistes n'avaient mené une offensive d'une telle ampleur en pleine ville,. Les combats font treize morts parmi les forces de sécurité, sept chez les civils et 49 dans les rangs de l'État islamique. Les assaillants sont finalement repoussés le 10 mars.

### Diminution des violences à partir de 2016
À partir de 2015, les autorités tunisiennes enregistrent des progrès en matière d'antiterrorisme grâce à de meilleurs équipements et une plus grande coordination entre les forces armées, la garde nationale et la police nationale, dont les liens avaient été volontairement affaiblis sous la présidence de Zine el-Abidine Ben Ali par crainte d'un coup d'État ou d'une rébellion. À l'été 2018, le tourisme connaît une forte reprise.
Les violences diminuent mais continuent de secouer ponctuellement l'ouest du pays,. Le 29 juin 2016, des opérations de ratissage ont lieu, dans la soirée au niveau des monts du cap Bon, dans le gouvernorat de Nabeul. Le 29 août 2016, trois soldats sont tués par l'explosion de mines durant une opération contre AQMI au djebel Semmama,. Le 20 janvier 2018, deux chefs d'AQMI — Bilel Kobi, proche conseiller d'Abdelmalek Droukdel, et Hamza Ennimr — sont tués dans le djebel Semmama lors d'une opération de la garde nationale. Le 8 juillet 2018, six gardes nationaux sont tués par des hommes d'AQMI près du poste-frontière de Ghardimaou,,,,. Le 30 octobre 2018, une femme kamikaze se fait exploser en plein centre de Tunis, sur l'avenue Habib-Bourguiba, blessant vingt personnes dont quinze policiers et cinq civils. Le 27 juin 2019, un double attentat-suicide à Tunis revendiqué par l'État islamique provoque la mort d'un policier et fait huit blessés.
Le 2 septembre 2019, trois terroristes dont un émir de la katiba Okba Ibn Nafaa sont abattus par l'armée tunisienne ainsi que l'unité spéciale de la garde nationale lors d'une opération conjointe à Haïdra. Le 20 octobre 2019, Mourad Chaieb, dit Ouf Abou Mouhajer, qui avait succédé à son frère Lokman Abou Sakhr à la tête de la katiba, est abattu par les unités sécuritaires et militaires dans le djebel Essif, près de Kasserine,.
Abou Iyadh est pour sa part tué au Mali par l'armée française le 21 février 2019.